# Samia Suluhu
Samia Suluhu Hassan (Makunduchi, 27 gennaio 1960) è una politica tanzaniana, del Partito della Rivoluzione (Chama Cha Mapinduzi, CCM), diventata presidente della Tanzania in seguito alla morte del presidente John Magufuli, avvenuta il 17 marzo 2021.

## Biografia
Suluhu è nata a Makunduchi nello Zanzibar (allora sultanato indipendente). Dopo aver completato gli studi secondari nel 1977, è stata assunta presso il Ministero della pianificazione e dello sviluppo come impiegata. Ha seguito una serie di corsi brevi part-time. Nel 1986 si è laureata presso l'Institute of Development Management (Mzumbe University) con un diploma avanzato in amministrazione pubblica.
Dopo la laurea, è stata impiegata in un progetto finanziato dal Programma alimentare mondiale. Tra il 1992 e il 1994 ha frequentato l'Università di Manchester e si è laureata in economia. Nel 2015 ha conseguito il Master in Sviluppo economico comunitario tramite un programma congiunto tra la Open University of Tanzania e la Southern New Hampshire University.
Nel 2000 ha deciso di unirsi alla politica. È stata eletta membro del seggio speciale alla Camera dei rappresentanti di Zanzibar ed è stata nominata ministro dal presidente Amani Karume. Era l'unica donna ministro di alto rango nel governo, non incontrando per questo il favore di alcuni dei suoi colleghi maschi. È stata rieletta nel 2005 ed è stata riconfermata ministro, stavolta incaricata del turismo e commercio. Prima della sua carica di vicepresidente, è stata membro del parlamento per il collegio elettorale Makunduchi dal 2010 al 2015, ed è stata anche ministro di Stato presso l'Ufficio del vicepresidente per gli affari sindacali dal 2010 al 2015.
Nel 2010, ha concorso all'elezione all'Assemblea nazionale, presentandosi nella circoscrizione parlamentare di Makunduchi e vincendo con oltre l'80% dei suffragi. Il presidente Jakaya Kikwete l'ha nominata ministro di Stato per gli affari dell'Unione. Nel 2014 è stata eletta Vice Presidente dell'Assemblea Costituente incaricata di redigere la nuova costituzione del Paese.
Nel luglio 2015, il candidato alla presidenza del partito della rivoluzione John Magufuli l'ha scelta come sua compagna di corsa per le elezioni del 2015, rendendola la prima donna componente di un ticket presidenziale nella storia del partito. Successivamente è diventata la prima vicepresidente donna nella storia del paese dopo la vittoria di Magufuli alle elezioni.

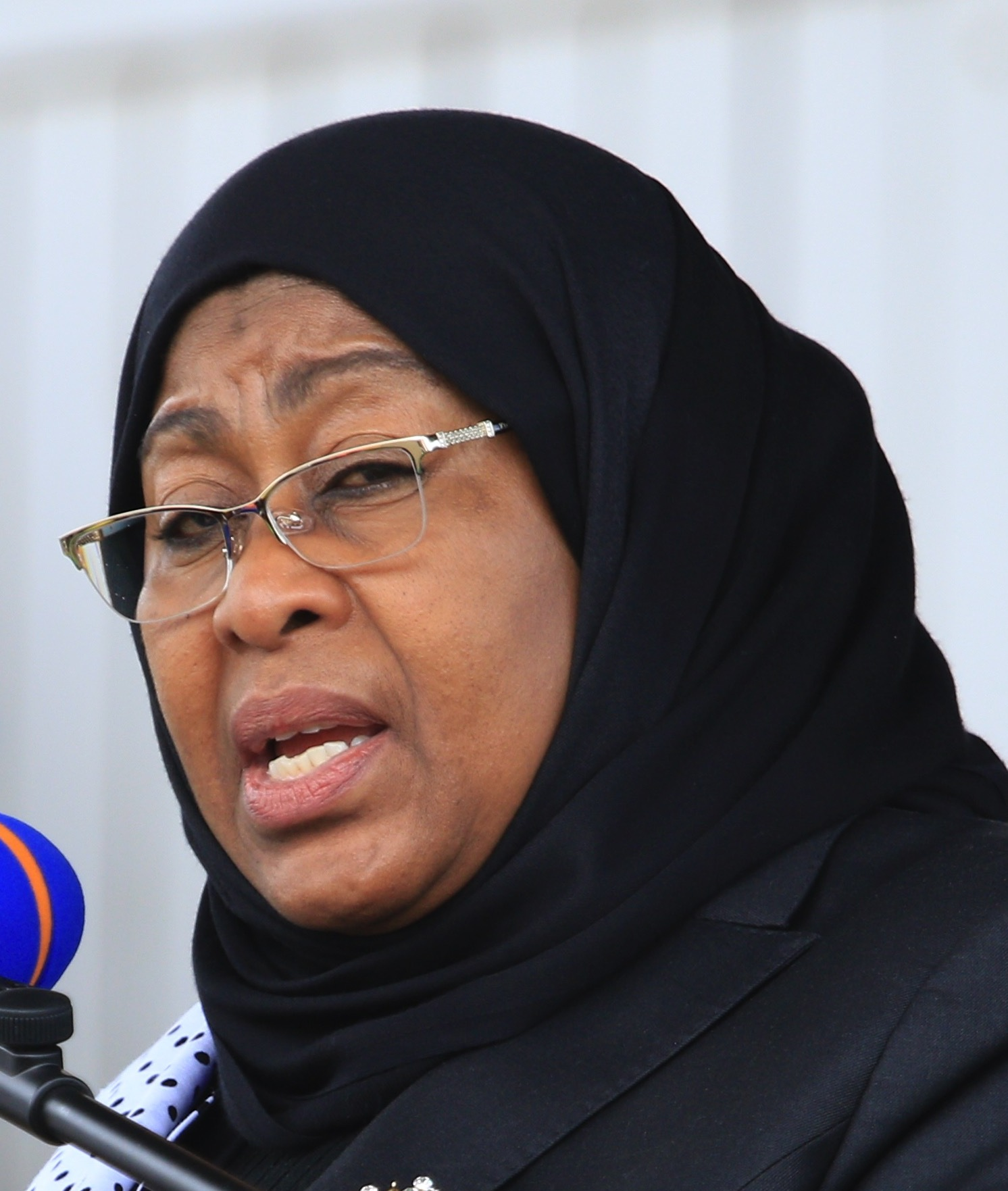
La Suluhu nel maggio 2017

Suluhu e Magufuli sono stati rieletti per un secondo mandato nel 2020. Dopo la morte di Magufuli il 17 marzo 2021, Suluhu è diventata la sesta presidente della Tanzania e la prima presidente donna del paese.
Nel settembre 2021, Samia Suluhu ha confermato che intendeva candidarsi alla presidenza nel 2025 e diventare così la prima presidente donna eletta del paese in caso di vittoria.
A novembre 2022 ha abrogato la legge che impediva alla ragazze incinta di tornare a scuola, mentre a gennaio 2023 ha tolto il divieto di manifestazione politica.

## Vita privata
Nel 1978 sposò Hafidh Ameir, funzionario agricolo. Quando, nel 2015, lei divenne vicepresidente del paese, lui era già in pensione. Hanno quattro figli. La sua secondogenita, Wanu Hafidh Ameir (nata nel 1982), è membro del seggio speciale della Camera dei rappresentanti di Zanzibar.